# Рисоль

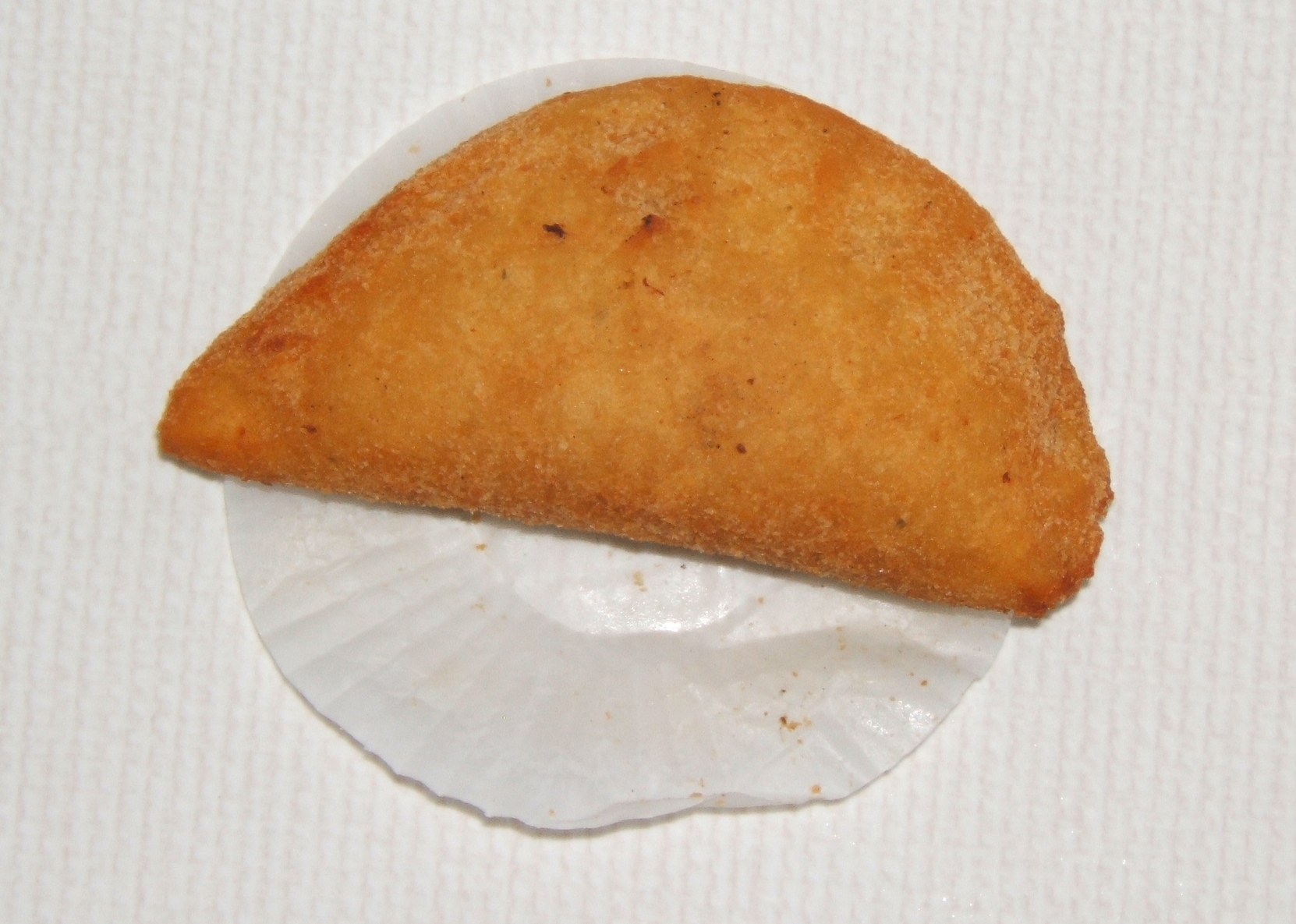

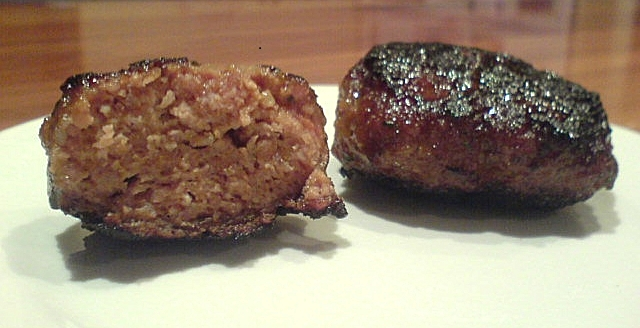
Рисоль

Рисо́ль (фр. rissole) — жареный или печёный гибрид пирожка с котлетой, в некоторых вариантах вместо теста обсыпанный сухарями или  хлебными крошками. Оригинальный французский рецепт фактически можно назвать пирожком, но австралийские варианты обходятся не только без теста, но порой без сухарей и хлебных крошек. Бразильские варианты могут использовать вместо мяса кукурузу или сыр, а индонезийский вместо мяса обычно использует вермишель.